# Katsuhiko Nakaya
Katsuhiko Nakaya, född 22 april 1957, är en friidrottare från Brasilien. Han deltog vid olympiska sommarspelen 1980 och olympiska sommarspelen 1984.